# Andrzej Grasela
Andrzej Grasela (ur. 13 listopada 1880 w Roztokach, zm. 4 marca 1965 w Sanoku) – polski nauczyciel.

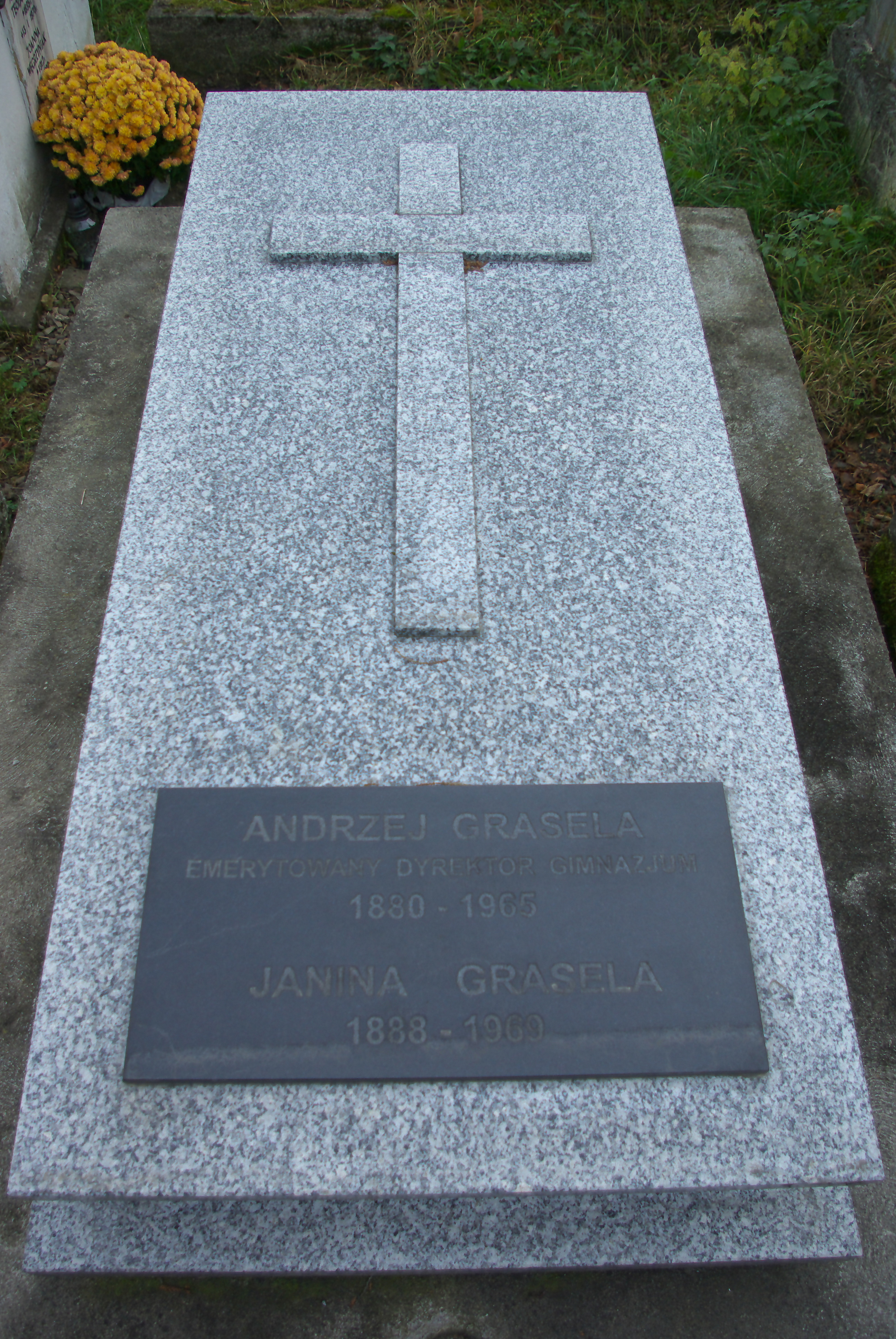
Grobowiec Andrzeja i Janiny Grasela w Sanoku

## Życiorys
Urodził się 13 listopada 1880 w Roztokach jako syn Jana i Katarzyny z domu Garbarz. Absolwent Państwowego Gimnazjum imienia króla Stanisława Leszczyńskiego w Jaśle z 1900. Odbył studia na Wydziale Filozoficznym Uniwersytetu Jagiellońskiego w Krakowie. Podjął pracę w szkolnictwie, reskryptem z 22 listopada 1904 jako kandydat zawodu nauczycielskiego został mianowany zastępcą nauczyciela w C. K. Gimnazjum w Złoczowie, gdzie uczył języka łacińskiego i języka polskiego. Reskryptem z dnia 24 stycznia 1907 otrzymał urlop na drugie półrocze roku szkolnego 1906/1907 celem ułatwienia przygotowania się do egzaminu nauczycielskiego, który złożył 20 maja 1908. Dnia 1 września 1908 został mianowany nauczycielem rzeczywistym. W kolejnych latach pracował w założonej w 1908 Filii C. K. Gimnazjum w Stryju, gdzie uczył języka polskiego, języka łacińskiego oraz był zawiadowcą polskiej biblioteki uczniów, a od 1912 pomocnikiem kierowników Jana Lebiedzkiego i Wilhelma Kuczery w czynnościach kancelaryjnych. Rozporządzeniem C. K. Rady Szkolnej Krajowej z 11 stycznia 1912 został zatwierdzony w zawodzie nauczycielskim i otrzymał tytuł c. k. profesora. Podczas I wojny światowej był zwolniony ze służby wojskowej. Od 1915 był dyrektorem prywatnego gimnazjum żeńskiego w Stryju. Został odznaczony austro-węgierskim Krzyżem Jubileuszowym dla Cywilnych Funkcjonariuszów Państwowych. Od 1918 do 1919 był członkiem Polskiej Organizacji Wojskowej w Stryju. W 1919 został aresztowany przez Ukraińców i osadzony w obozie koncentracyjnym.
Po odzyskaniu przez Polskę niepodległości w okresie II Rzeczypospolitej pozostawał profesorem przemianowanego II Państwowego Gimnazjum w Stryju, gdzie uczył języka polskiego,języka łacińskiego i był zawiadowcą biblioteki profesorskiej. Na rok szkolny 1929/1930 oraz 1930/1931 otrzymywał bezpłatny urlop celem pełnienia obowiązków kierownika Prywatnego Gimnazjum Żeńskiego w Stryju. Rozporządzeniem Ministra Wyznań Religijnych i Oświecenia Publicznego z 5 września 1931 został powołany na stanowisko dyrektora Państwowego Gimnazjum im. Królowej Zofii w Sanoku z dniem 1 sierpnia 1931 i sprawował to stanowisko do 1939. W szkole uczył języka polskiego. Na przełomie 1932/1933 został wybrany przewodniczącym zarządu Koła Przyjaciół Harcerstwa w Sanoku i pełnił tę funkcję w kolejnych latach. W dekadzie lat 30. przyczynił się do odnowy infrastruktury szkoły. Był członkiem Rady Szkolnej Okręgowej w Sanoku. Został członkiem zarządu powołanego w 1934 komitetu obwodowego w Sanoku Towarzystwa Popierania Budowy Publicznych Szkół Powszechnych. Zasiadł w komitecie organizacyjnym I Zjazdu Absolwentów z okazji 50-lecia pierwszej matury w gimnazjum w 1938. W 1934 został zaszeregowany do grup VI w zawodzie. 25 lipca 1934 został wybrany członkiem zarządu Towarzystwa Przyjaciół Ziemi Sanockiej. Wiosną 1935 wszedł w skład komitetu organizacyjnego przyszłego koła historyków w Sanoku, tworzono z inicjatywy prof. Kazimierza Hartleba. Przed 1939 w Sanoku był członkiem założycielem Powszechnego Banku Kredytowego (PBK), przewodniczącym Towarzystwa Popierania Budowy Szkół Powszechnych, przewodniczącym koła Ligi Obrony Powietrznej i Przeciwgazowej, członkiem zarządu sanockiego oddziału Polskiego Czerwonego Krzyża, sekretarzem grupy „Zrąb”. W 1938 został odznaczony Srebrnym Krzyżem Zasługi.
Po zakończeniu II wojny światowej ponownie był dyrektorem reaktywowanego gimnazjum od 1945 do czerwca 1946. Decyzją Ministerstwa Oświaty został przeniesiony w stan spoczynku z dniem 1 lipca 1947. Od września 1947 pracował jako nauczyciel w szkołach mechanicznych przy sanockiej Fabryce Wagonów, gdzie pełnił funkcję zastępcy dyrektora Władysława Dziduszki: od 1947 do 1949 w charakterze społecznym, od 1949 do 1953 etatowo w randze wicedyrektora ds. pedagogicznych.
Jako emerytowany nauczyciel zamieszkiwał przy ulicy Jarosława Dąbrowskiego 22 w Sanoku. Był członkiem Komitetu Organizacyjnego Jubileuszowego Zjazdu Koleżeńskiego b. Wychowanków Gimnazjum Męskiego w Sanoku w 70-lecie pierwszej Matury.
Andrzej Grasela do końca życia zamieszkiwał w Sanoku przy ul. Jarosława Dąbrowskiego 30. Zmarł 4 marca 1965 w Sanoku. Został pochowany na cmentarzu przy ul. Rymanowskiej w Sanoku. Od 25 maja 1907 jego żoną była Janina z domu Wierońska (1888-1969).